# Мірадоло-Терме
Мірадоло-Терме (італ. Miradolo Terme) — муніципалітет в Італії, у регіоні Ломбардія, провінція Павія.
Мірадоло-Терме розташоване на відстані близько 440 км на північний захід від Рима, 45 км на південний схід від Мілана, 27 км на схід від Павії.

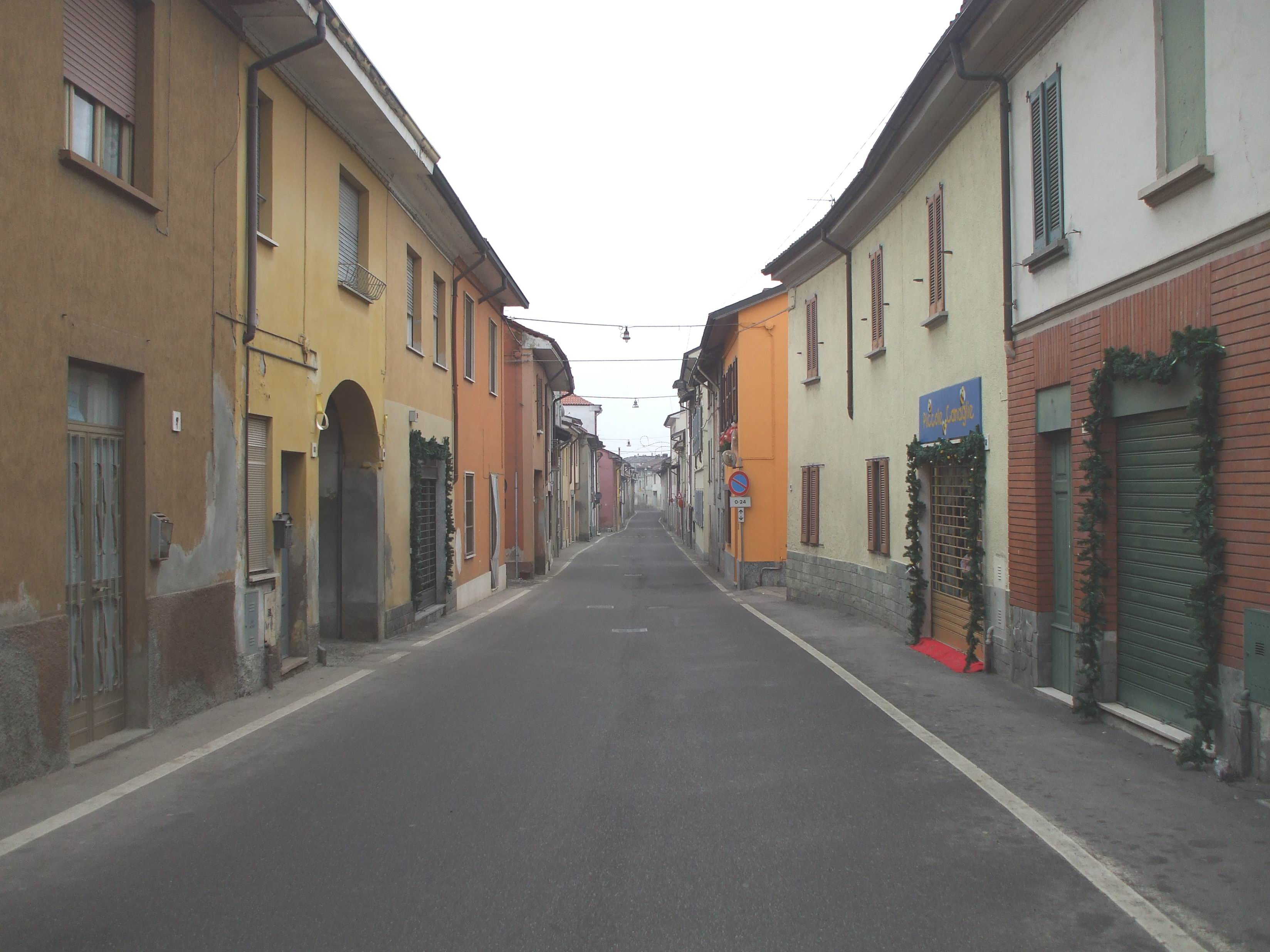

Населення — 3801 особа (2014).

## Демографія
Населення за роками:

Станом на 1 січня 2023 року в муніципалітеті офіційно проживало 528 іноземців з 37 країн, серед них 258 громадян країн Євросоюзу та 13 громадян України.

## Сусідні муніципалітети
- Кіньоло-По
- Граффіньяна
- Інверно-е-Монтелеоне
- Сан-Коломбано-аль-Ламбро
- Сант'Анджело-Лодіджано
- Санта-Кристіна-е-Біссоне